# Retroculus lapidifer
Retroculus lapidifer es una especie de peces de la familia Cichlidae en el orden de los Perciformes.

## Morfología
Los machos pueden llegar alcanzar los 20,3 cm de longitud total.

## Hábitat
Es una especie de clima tropical entre 22 °C-27 °C de temperatura.

## Distribución geográfica
Se encuentran en Sudamérica: río Amazonas